# クラストコア
クラストコア（Crustcore）またはクラスト・パンク（Crust punk）は、ハードコア・パンクから派生した音楽のジャンルの一つである。

## 概要
「クラスト」とは「かさぶた、外皮」というような意味を持ち、もともとボロボロの服を着て不潔な格好をして演奏をしているバンドのことを指していた。歌詞は政治や社会に関するものが多い。
イギリスのバンド Discharge を崇拝しているバンドが数多くあり、それらのバンドが用いるリズムをDビートと呼んだり、自分たちのバンド名にも「Dis」を冠するなどしている。

## 歴史
クラストという言葉は Hellbastard の1986年のデモ・テープ Ripper Crust が初出と言われている。もともとは Hellbastard、Deviated Instinct、Axegrinder などの1980年代後半のイギリスのメタリックなパンク・バンドのスタイルがクラストと呼ばれた。メタル・クラストともいう。その元祖はアナーコ・パンクの流れから出てきた Amebix と Antisect とされている。
1980年代後半のイギリスでは、Extreme Noise Terror、Doom など、ノイジーでテンポが速い、メタル・クラストよりもハードコア・パンク寄りのバンドも出てきた。これらのバンドのサウンドは Discharge などのイギリスの初期ハードコアにルーツがあり、D-beat と呼ばれるスカンジナヴィアのハードコア・パンクのスタイルからも影響を受けていた。これらのバンド群はクラストコアと呼ばれた。
1990年代以降は、初期UKハードコアの影響が強いスカンジナヴィアのハードコア・バンドや、Discharge の影響が色濃い、日本ではディスコアと呼ばれたようなバンド群なども、広い意味でクラスト系と括られるようになっている。
2000年代以降も、ダークな激重カオティック・ハードコア・サウンドで90年代のシーンに衝撃を与えたアメリカの His Hero is Gone の元メンバーらによって結成された Tragedy の重厚かつ劇的な激情ハードコアに代表される、ネオクラスト (Neocrust) と呼ばれるさまざまなスタイルのバンド群が登場している。その一方で、メタル・クラストの大御所的存在のひとつである米ミネアポリスの Misery のように、80年代に結成されてから2010年代に至るまで息の長い活動を継続しているバンドも存在する。

## 主なバンド

### Crust
- Amebix
- Antisect（英語版）
- Axegrinder
- Bolt Thrower（英語版）（初期）
- Deviated Instinct（英語版）
- Hellbastard（英語版）
- Misery（ミネアポリス）
- Sore Throat（英語版）

### Crustcore
- Doom（英語版）
- Extreme Noise Terror
- Filthkick
- Hiatus

### D-beat / ディスコア
- Decontrol
- DISCLOSE（英語版）
- Disfear（英語版）
- Driller Killer（英語版）
- Meanwhile
- No Security
- WolfPack（英語版）（後にWolfbrigadeに改名）

### Neocrust
- Alpinist
- Ekkaia
- Tragedy

### Crust/Black metal crossover
- Secret

### その他、クラスト系に分類されることがあるバンド
- ABRAHAM CROSS
- ASBESTOS
- COLLAPSE SOCIETY
- Concrete Sox（英語版）
- CROW
- Destroy!（英語版）（ミネアポリス）
- Disrupt（英語版）（ボストン）
- Electro Hippies（英語版）
- FRAMTID
- From Ashes Rise
- GLOOM
- His Hero Is Gone
- Nausea（英語版）（ニューヨーク）
- S.D.S.
- State of Fear（ミネアポリス）
- (Union of) Uranus

## 脚註
1. ↑  『パンク・ロック／ハードコア・ディスク・ガイド』 リットー・ミュージック、p133
2. ↑  『パンク・ロック／ハードコア・ディスク・ガイド』 リットー・ミュージック、p112